# Petronella van Randwijk
Petronella Phillemina Johanna van Randwijk, née le 14 septembre 1905 à Utrecht (Pays-Bas) et morte le 21 septembre 1978 à La Haye (Pays-Bas), est une gymnaste artistique néerlandaise.

## Biographie
Petronella van Randwijk remporte aux Jeux olympiques d'été de 1928 à Amsterdam la médaille d'or du concours général par équipes féminin avec Estella Agsteribbe, Helena Nordheim, Anna Polak, Judikje Simons, Elka de Levie, Jacomina van den Berg, Jacoba Stelma, Alida van den Bos, Anna van der Vegt, Petronella Burgerhof et Hendrika van Rumt.